# Joué-sur-Erdre
Joué-sur-Erdre település Franciaországban, Loire-Atlantique megyében. Lakosainak száma 2753 fő (2022. január 1.). Joué-sur-Erdre La Meilleraye-de-Bretagne, Abbaretz, Nort-sur-Erdre, Riaillé, Saffré, Les Touches és Trans-sur-Erdre községekkel határos.

## Népesség
A település népességének változása:
| Lakosok száma | 1882 | 1764 | 1740 | 1901 | 2326 | 2399 | 2482 | 2561 | 2632 | 2753 |
|               | 1968 | 1982 | 1990 | 2006 | 2013 | 2015 | 2017 | 2019 | 2020 | 2022 |